# 実効線量
実効線量（じっこうせんりょう、英: effective dose）とは、放射線被曝による個人の確率的影響（がん、遺伝的影響）のリスクの程度を表す線量概念である。各臓器の受けた放射線の等価線量にその臓器の組織加重係数を掛けた値の総和量として定義される。単位はシーベルト（記号：Sv）が用いられる。
等価線量が各組織・臓器の局所的な被曝線量を表すための線量概念であるのに対して、実効線量は被曝の形態に関わらず個人の生物学的リスクの尺度となる線量概念である。

## 概要
放射線障害の確率的影響のリスク（発生確率）は、放射線被曝を受けた人体の組織・臓器の等価線量だけでなく、その組織・臓器の種類に依存する。そこで、等価線量のように吸収線量に放射線加重係数を掛け合わせることで放射線の生物影響を平準化したのと同様に、各臓器の等価線量にその臓器に対応した組織加重係数(tissue weighting factor)を掛け合わせて、すべての臓器について足し合わせたもの（臓器の違いによる放射線感受性の違いを平準化して一つにまとめた線量）を実効線量(effective dose)と呼ぶ。
実効線量を用いることにより、例えばラドンの吸引などによる肺だけの内部被曝と、宇宙線などからの全身被曝を足し合わせすることができるようになる。つまりは、内部被曝や外部被曝という異なる形式の被曝を、1つの値でその被曝の程度を表現できる点が特徴である。
なお、組織加重係数は、確率的影響（ガン及び遺伝的影響）に対する各臓器・組織の相対的な放射線感受性の程度を表したものであり、確定的影響についてはあまり考慮されていない。したがって、実効線量で問題としているリスクとはあくまで確率的影響のリスクのみである。

## 定義
実効線量(effective dose)E は、人体の臓器 T の等価線量を HT、組織加重係数を wT とするとき、
（実効線量 [Sv]) E = {\displaystyle \sum _{T}}（臓器 T の等価線量 [Sv]）HT × (臓器 T の組織加重係数) wT
で定義される。
より具体的には、
実効線量 = {\displaystyle \sum }（その臓器の等価線量 × その臓器の組織加重係数）
= H生殖腺 x w生殖腺 + H赤色骨髄 x w赤色骨髄 + （） + （）+ （）....
である。

### 組織加重係数(tissue weighting factor)
組織加重係数とは、各組織・臓器における放射線の影響度（放射線感受性）の指標となる係数であり、各組織・臓器がどれだけ放射線の影響を受けやすいかという度合いである。
国際放射線防護委員会(ICRP)がこれまでに勧告した各組織・臓器の組織加重係数は下表の通り。なお、各個人の組織・臓器の係数の和は1であり、現行の国内法は1990年勧告の組織加重係数を元にしている。
| 組織・臓器       | 組織加重係数     | 組織加重係数    | 組織加重係数    |
| 組織・臓器       | ICRP103 (2007年) | ICRP60 (1990年) | ICRP26 (1977年) |
| ---------------- | ---------------- | --------------- | --------------- |
| 生殖腺           | 0.08             | 0.20            | 0.25            |
| 赤色骨髄         | 0.12             | 0.12            | 0.12            |
| 肺               | 0.12             | 0.12            | 0.12            |
| 結腸             | 0.12             | 0.12            | 項目なし        |
| 胃               | 0.12             | 0.12            | 項目なし        |
| 乳房             | 0.12             | 0.05            | 0.15            |
| 甲状腺           | 0.04             | 0.05            | 0.03            |
| 肝臓             | 0.04             | 0.05            | 項目なし        |
| 食道             | 0.04             | 0.05            | 項目なし        |
| 膀胱             | 0.04             | 0.05            | 項目なし        |
| 骨表面           | 0.01             | 0.01            | 0.03            |
| 皮膚             | 0.01             | 0.01            | 項目なし        |
| 唾液腺           | 0.01             | 項目なし        | 項目なし        |
| 脳               | 0.01             | 項目なし        | 項目なし        |
| 残りの組織・臓器 | 0.12             | 0.05            | 0.30            |
| 係数合計         | 1.00             | 1.00            | 1.00            |

ここで注意が必要なのは、等価線量も実効線量も同じシーベルト(Sv)の単位で表しているために混同しがちであることである。例えば、被曝が皮膚のみで、その被曝量が100mSv（等価線量）である場合、実効線量は、皮膚の組織加重係数(0.01)をかけて、1mSvとなる。このように局所被爆の場合、実効線量は等価線量よりも低い値となる。被曝しきい値などの記述で実効線量と等価線量が併記されている場合は、それぞれどちらの線量を示しているのか確認する必要がある。

## 放射線防護における適用
一般に人体に関する防護量である実効線量の直接測定は困難である。そのため、防護量である実効線量の推定値又は上限値を与えるための実用量が用いられる。

### 外部被曝による実効線量
ここでは放射線業務従事者等が装着した個人線量測定器の測定線量から日本の法令に基づいて外部被曝による実効線量を計算する場合を述べる。外部被曝による実効線量計算式を示すにあたっては個人線量モニタリングの方法に触れる必要がある。
線量当量には区分があり、皮膚表面からの深さによって70μm線量当量、3mm線量当量、1cm線量当量となっていて、70μmは皮膚の基底層、3mmは眼の水晶体、1cmはその他すべてを対象とする線量当量である。
また、個人線量モニタリングは全身均等被曝を基本的な仮定とし、男子（および妊娠不能な女子）は胸部に、妊娠可能な女子は腹部に個人線量測定器を装着する。これは女子では胎児被曝を主に考慮しており、男子では造血組織である赤色骨髄の被曝を主に考慮しているためである。
不均等被曝が考慮されるべき場合には全身を「頭頸部」、「胸部・上腕部」、「腹部・大腿部」、「その他」の4部位に区分してその部位内では均等被曝を仮定し、全身均等被曝の場合の個人線量測定器装着部位以外の部位が最大被曝をするおそれのある場合にはその部位にも装着する。手指などの「その他」の部位が多く被曝する放射線作業では指輪型個人線量測定器も用いられるが、「その他」の部位は（中性子線被曝がない限り）皮膚の70μm線量当量のみを測定する。例えば、X線使用業務で肩から膝下まで鉛入り防護エプロンを着用する場合は個人線量測定器をエプロンの下の胸部または腹部に装着し、さらに頭頸部（エプロンの外）に装着し、また作業内容によっては手指にも装着することになる。
以前は3種類の線量当量すべてを測定することとなっていたが、2001年の改正法令施行により70μm線量当量と1cm線量当量のみの測定となった。これは実務上、3mm線量当量が他の二者の大きい方を超えないためで、眼の水晶体の等価線量はいずれか大きい方の値（安全評価側）を採用する。
実効線量の計算には1cm線量当量のみが用いられる。過去の法令では組織加重係数を元にした「実効線量当量」の計算式が示されていたが、ICRP 1990年勧告を受けた2001年の改正法令施行により組織加重係数がICRP 1977年勧告から変更され、不均等被曝による影響が小さくなったとして実効線量の計算式は放射線障害防止法令に明示されず、「適切な方法による」という表現になった。しかし、科学技術庁（当時）の通知には参考として平成11年4月の放射線審議会基本部会の示した式を掲載しており、事実上以下の式が現在の計算式となっている。
HEE = 0.08Ha + 0.44Hb + 0.45Hc + 0.03Hm
ここで、
HEE ： 外部被曝による実効線量当量
Ha ： 頭頸部における1cm線量当量
Hb ： 胸部および上腕部における1cm線量当量
Hc ： 腹部および大腿部における1cm線量当量
Hm ： 頭頸部、胸部・上腕部および腹部・大腿部のうち外部被曝による線量当量が最大となるおそれのある部分における1cm線量当量
である。
男性がX線使用業務で肩から膝下まで鉛入り防護エプロンを着用し、頭頸部線量当量が胸部・上腕部線量当量より大きかった場合を例にすると、
HEE = (0.08 + 0.03) Ha + (0.44 + 0.45) Hb
となる。

### 内部被曝による実効線量
内部被曝による被曝は長期にわたるため、生涯の健康リスクを評価するには預託実効線量(committed effective dose)を用いる。
体内に入った放射性物質は、人体の代謝排泄機能か放射性崩壊によって放射能が減衰するまでは、体内で放射線を放出し続ける。体内に長く滞留する放射性同位元素の場合、被曝が長い期間に及ぶのが特徴であるが、被曝が数年から数十年に及ぶ場合、実際の被曝を年ごとに評価するのは現実的ではない。
そこで、将来受ける線量を前もって評価するため、放射性物質を摂取した時点に遡りその放射性物質が体内に残留している間の累積線量を各臓器に対して評価する。預託実効線量は預託等価線量と組織加重係数の積の和と定義される。線量の累積計算をする期間は明記されなければ、成人で50年間、子供や乳幼児は摂取した年齢から70歳までの期間が用いられ、放射される線量率を時間積分した値となる。
日本では科学技術庁告示により摂取量から内部被曝実効線量を算出するための実効線量係数が定められている。同じ放射性元素でも化学形態によって被曝量は異なり、また吸入か経口摂取かの違いでも異なってくる、等で換算係数には大きく幅がある。

## 生物学的実効線量 (Biological Effective Dose)
略称はBED。実効線量と名前に付くが、本項で解説される実効線量（リスクの程度を表す線量概念）とは別の概念である。がん放射線治療において「腫瘍に対する生物学的実効線量」という文脈で用いられ、LQモデルに基づいた分割照射において、照射線量を標準化して治療成績を比較するための概念である。
生物学的効果線量という訳語や、単にBEDも用いられる。